# 구이 몬타그
구이 몬타그(영어: Gui Montag)는 스타크래프트 종족인 테란의 영웅 유닛이다. 화염방사병의 영웅인 유닛이다. 나이는 28세이다.

## 작중 행적
구이 몬타그는 본래 테란 연합의 오메가 전대 소속이였지만 아크튜러스 멩스크가 설치한 사이오닉 방출기 덕택에 살아난 이후로 아크튜러스 멩스크가 이끄는 테란 자치령의 일원이 되었다. 정식적인 테란 미션뿐만 아니라 외전인 엔슬레이버즈, 다크 벤전스에서도 모두 등장한 적이 없는 그야말로 유즈맵 전용인 영웅 유닛이다. 데모 버전엔 선각자에서 케로베로스 파이어뱃이란 개명된 이름으로 등장하기도 하지만 정식적인 명칭으로 등장한 것은 아니다. 외전인 엔슬레이버즈에선 딱 한번 대사가 있는데 저그의 세러브레이트를 파괴하였지만 프로토스를 구하지않았을 때 이런 대사가 나온다. 톰 카잔스키, 마젤란, 앨런 셰자르 등은 모두 외전에서 등장한 적이 있어 이 인물의 성향을 알 수 있지만 구이 몬타그는 외전에서도 등장한 적이 없기 때문에 이 영웅의 성향을 정확하게 알 수 없다.

## 유닛으로서 능력치
구이 몬타그는 체력:160, 기본 방어력:3, 지대지 공격력:32의 능력치를 가지고 있으며 영웅 유닛이기 때문에 한국어로 번역하면 전투 자극제인 스팀팩도 기본으로 업그레이드가 적용되서 나온다. 일반 파이어뱃보다 높은 체력과 방어력을 가진 덕택에 저그의 저글링, 프로토스의 질럿에겐 매우 무서운 천적으로 작용한다. 특히 구이 몬타크는 일반 파이어뱃처럼 광역 공격이 되는 유닛이기 때문에 메딕의 지원이 있다면 단 1명이나 2명만으로도 저글링이나 질럿을 부대 단위로 상대하는 것이 가능하다. 다만 진동형의 공격 때문에 울트라리스크와 같은 대형 유닛들을 상대하는 데는 무리가 있다.

## 같이 보기
- 스타크래프트
- 테란